# Ljubov' Lobanova
Ljubov' Vladimirovna Lobanova, coniugata Malinovskaja (in russo Любовь Владимировна Лобанова-Малиновская?; Mosca, 21 settembre 1927 – Mosca, 9 maggio 1983), è stata una cestista sovietica.

## Carriera
Con l'Unione Sovietica ha disputato i Campionati europei del 1952.